# Ricardo Delgado
Ricardo Delgado (n. 13 iulie 1947, Ciudad de México, Mexic) este un boxer ce a reprezentat Mexic, medaliat olimpic. A participat la o ediție a Jocurilor Olimpice (1968) în care a câștigat o medalie de aur.

## Participări
Lista de mai jos prezintă principalele competiții la care a participat Ricardo Delgado de-a lungul carierei.
- Jocurile Olimpice de vară din 1968